# Port lotniczy Edynburg
Port lotniczy Edynburg (Edinburgh Airport) – port lotniczy położony 13 km na zachód od centrum Edynburga, w Szkocji. W 2016 roku obsłużył 12,3 miliona pasażerów. Posiada jeden terminal pasażerski, a w nim 27 gate'ów. 

## Linie lotnicze i połączenia
| Linia Lotnicza               | Kierunek |
| ---------------------------- | --- |
| Aegean Airlines              | 1. Ateny |
| Aer Lingus                   | 1. Belfast-City 2. Dublin |
| Air Canada                   | Sezonowo: 1. Toronto-Pearson |
| Air France                   | 1. Paryż-Roissy-Charles de Gaulle |
| Atlantic Airways             | Sezonowo: 1. Vágar |
| Aurigny Air Services         | Sezonowo: 1. / Guernsey (od 29 maja 2024) |
| BH Air                       | Sezonowo: 1. Burgas |
| British Airways              | 1. Londyn-City 2. Londyn-Heathrow Sezonowo: 1. Chambéry 2. Florencja 3. Olbia (od 25 maja 2024) 4. Palma de Mallorca 5. San Sebastián (od 25 maja 2024) |
| Brussels Airlines            | 1. Bruksela |
| Delta Air Lines              | 1. Nowy Jork-JFK Sezonowo: 1. Atlanta 2. Port lotniczy Boston |
| EasyJet                      | 1. Alicante 2. Amsterdam 3. / Bazylea 4. Belfast-International 5. Berlin 6. Birmingham 7. Bristol 8. Kopenhaga 9. Genewa 10. Hamburg 11. Kraków 12. Lanzarote 13. Lizbona 14. Londyn-Gatwick 15. Londyn-Luton 16. Londyn-Stansted 17. Lyon 18. Madryt 19. Mediolan-Malpensa 20. Monachium 21. Neapol 22. Pafos 23. Paryż-Charles de Gaulle 24. Reykjavik-Keflavík 25. Teneryfa-Południe 26. Wenecja Sezonowo: 1. Antalya 2. Ateny 3. Bodrum 4. Katania 5. Korfu 6. Dalaman 7. Dubrownik 8. Fuerteventura 9. Grenoble 10. Heraklion 11. Hurghada 12. / Jersey 13. Kefalonia 14. Nicea 15. Palma de Mallorca 16. Praga 17. Rodos 18. Rovaniemi 19. Santorini |
| Edelweiss Air                | 1. Zurych |
| Eurowings                    | 1. Kolonia/Bonn 2. Düsseldorf 3. Stuttgart (od 3 maja 2024) |
| Finnair                      | 1. Helsinki |
| Hainan Airlines              | Sezonowo: 1. Pekin |
| Iberia Express               | 1. Madryt |
| Jet2.com                     | 1. Alicante 2. Antalya 3. Fuerteventura 4. Madera 5. Gran Canaria 6. Lanzarote 7. Malaga 8. Rzym-Fiumicino (od 8 marca 2024) 9. Teneryfa-Południe Sezonowo: 1. Bodrum 2. Burgas (od 1 maja 2025) 3. Katania (od 7 maja 2025) 4. Chambéry 5. Korfu 6. Dalaman 7. Dubrownik 8. Faro 9. Genewa 10. Heraklion 11. Ibiza 12. Innsbruck 13. Izmir 14. Kos 15. Larnaka 16. Malta (od 1 maja 2024) 17. Menorka 18. Neapol 19. Palma de Mallorca 20. Pafos 21. Praga (od 3 października 2024) 22. Preweza 23. Reus 24. Rodos 25. Salzburg 26. Santorini 27. Split 28. Saloniki 29. Turyn 30. Werona 31. Wiedeń 32. Zakintos |
| JetBlue Airways              | Sezonowo: 1. Nowy Jork-JFK (od 23 maja 2024) |
| KLM                          | 1. Amsterdam |
| Loganair                     | 1. Bergen 2. Cardiff 3. Exeter 4. / Wyspa Man 5. Kirkwall 6. Southampton 7. Stornoway 8. Sumburgh Sezonowo: 1. Newquay |
| Lufthansa                    | 1. Frankfurt 2. Monachium |
| Norwegian Air Shuttle        | 1. Kopenhaga 2. Oslo-Gardermoen 3. Sztokholm-Arlanda Sezonowo: 1. Bergen (powrót od 20 czerwca 2024) |
| Qatar Airways                | 1. Doha |
| Ryanair                      | 1. Agadir (od 1 kwietnia 2024) 2. Alicante 3. Barcelona 4. Bari 5. Paryż-Beauvais 6. Belfast-International 7. Mediolan-Bergamo 8. Berlin 9. Billund 10. Bolonia 11. Bournemouth 12. Bratysława 13. Bukareszt 14. Budapeszt 15. Bruksela-Charleroi 16. Kopenhaga 17. Cork 18. Dublin 19. Eindhoven 20. Faro 21. Fuerteventura 22. Gdańsk 23. Göteborg 24. Gran Canaria 25. Hamburg 26. Kowno 27. Knock 28. Kraków 29. Lanzarote 30. Lizbona 31. Londyn-Stansted 32. Madryt 33. Malaga 34. Malta 35. Marrakesz 36. Nantes 37. Neapol 38. Palermo 39. Porto 40. Poznań 41. Praga 42. Ryga 43. Rzym-Ciampino 44. Santander 45. Sewilla 46. Shannon 47. Sofia 48. Teneryfa-Południe 49. Tirana 50. Wenecja 51. Wiedeń 52. Weeze 53. Wrocław Sezonowo: 1. Bergerac (od 2 kwietnia 2024) 2. Béziers 3. Biarritz (od 1 kwietnia 2024) 4. Bordeaux 5. Korfu 6. Ibiza 7. Marsylia 8. Newquay 9. Palma de Mallorca 10. Piza 11. Poitiers 12. Rodos 13. Tuluza 14. Walencja 15. Zadar |
| Scandinavian Airlines System | 1. Sztokholm-Arlanda Sezonowo: 1. Kopenhaga |
| Southwind Airlines           | Sezonowo: 1. Antalya (od 31 marca 2024) |
| SunExpress                   | 1. Antalya Sezonowo: 1. Dalaman (od 1 kwietnia 2024) 2. Izmir |
| Transavia.com                | 1. Rotterdam Sezonowo: Paryż-Orly |
| TUI Airways                  | Sezonowo: 1. Chambéry 2. Korfu 3. Dalaman 4. Innsbruck 5. Palma de Mallorca |
| Turkish Airlines             | 1. Stambuł |
| United Airlines              | 1. Newark Sezonowo: 1. Chicago-O’Hare 2. Waszyngton-Dulles |
| Virgin Atlantic Airways      | Sezonowo: 1. Orlando |
| WestJet                      | Sezonowo: 1. Calgary 2. Halifax (od 20 czerwca 2024) 3. Toronto-Pearson (powrót od 14 maja 2024) |

### Cargo
| Linia lotnicza | Kierunek                   |
| -------------- | -------------------------- |
| DHL Aviation   | 1. East Midlands 2. Lipsk  |
| FedEx Express  | 1. Paryż-Charles de Gaulle |
| Royal Mail     | 1. Aberdeen 2. Inverness   |